# Яблуновиця
Яблуно́виця — село в Україні, в Оратівській селищній громаді Вінницького району Вінницької області. Розташоване на обох берегах річки Скибінь (притока Собу) за 20 км на південний захід від смт Оратів та за 6 км від станції Оратів. Населення становить 234 особи (станом на 1 січня 2018 р.).

## Історія
Станом на 1885 рік у колишньому власницькому селі Бабинської волості Липовецького повіту Київської губернії мешкало 554 особи, налічувалось 109 дворових господарства, існували православна церква, школа та постоялий будинок.
За переписом 1897 року кількість мешканців зросла до 926 осіб (445 чоловічої статі та 481 — жіночої), з яких 901 — православної віри.
Раніше в складі цього села було село Скибин.
Село лежить при вершині струмка Скиби; чому верхня частина села, населена переважно шляхтою, називається Скибин. Яблуновиця в 6-ти верстах від Бабина на схід. Жителів обох статей 962, з яких тільки 5, що належать до сімейства керуючого маєтком, римські католики. Церква св. Іоанна Богослова, дерев'яна, 7-го класу; землі має 44 десятини, побудована в 1746 році // Сказания о населенных местностях Киевской губернии или Статистические, исторические и церковные заметки о всех деревнях, селах, местечках и городах, в пределах губернии находящихся / Собрал Л. Похилевич. - Біла Церква: Видавець О.В.Пшонківський, 2005. - с.264
12 червня 2020 року, відповідно розпорядження Кабінету Міністрів України № 707-р «Про визначення адміністративних центрів та затвердження територій територіальних громад Вінницької області», село увійшло до складу Оратівської селищної громади.
19 липня 2020 року, в результаті адміністративно-територіальної реформи та ліквідації Оратівського району, село увійшло до складу Вінницького району.

## Населення

### Мова
Розподіл населення за рідною мовою за даними перепису 2001 року:
| Мова       | Кількість | Відсоток |
| ---------- | --------- | -------- |
| українська | 404       | 100%     |

## Відомі люди
- Зінько Юрій Анатолійович (нар. 1956 р.) — кандидат історичних наук, професор кафедри всесвітньої історії, декан факультету історії, етнології і права Вінницького державного педагогічного університету імені Михайла Коцюбинського

## Галерея

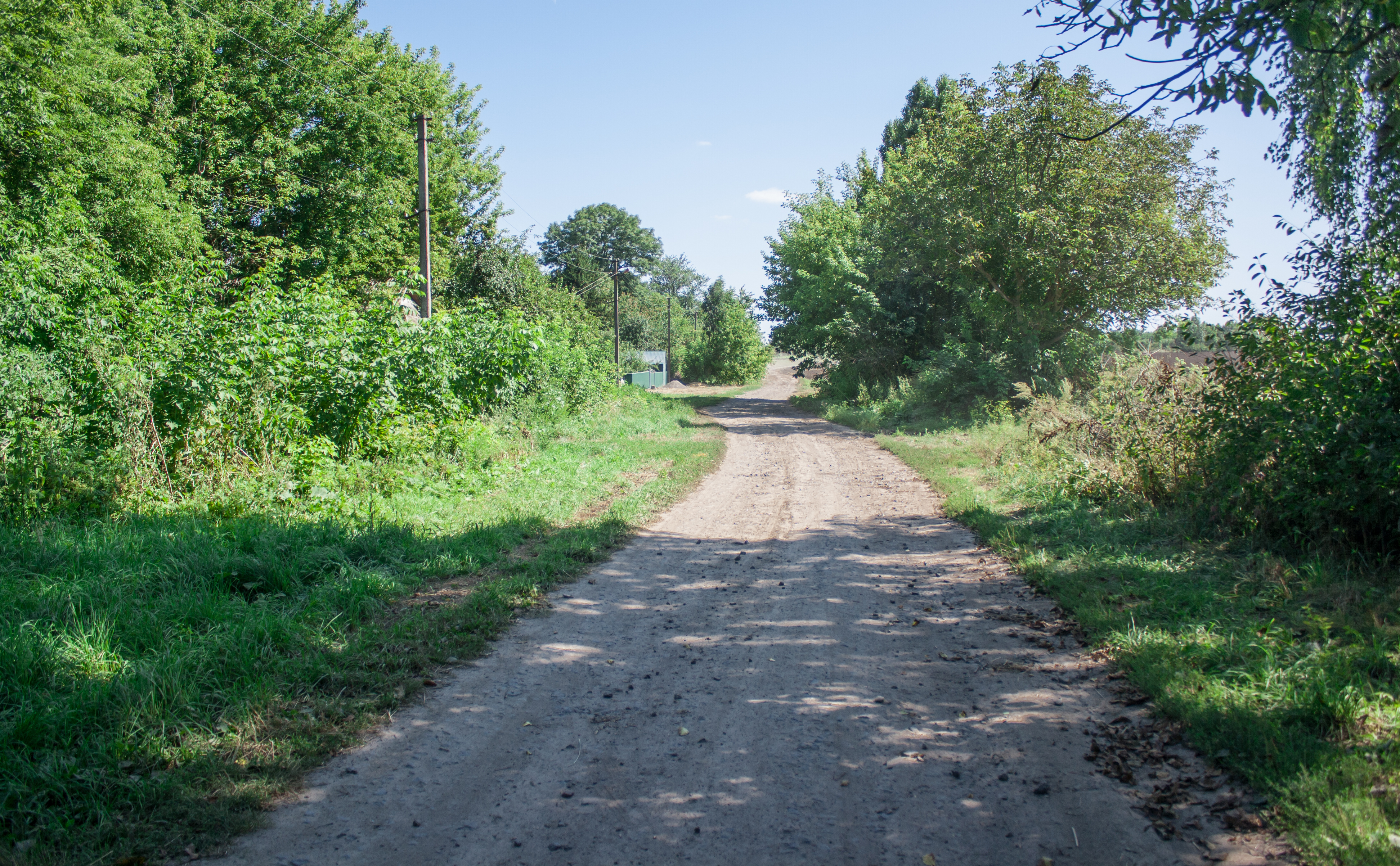
Вулиця Шкільна
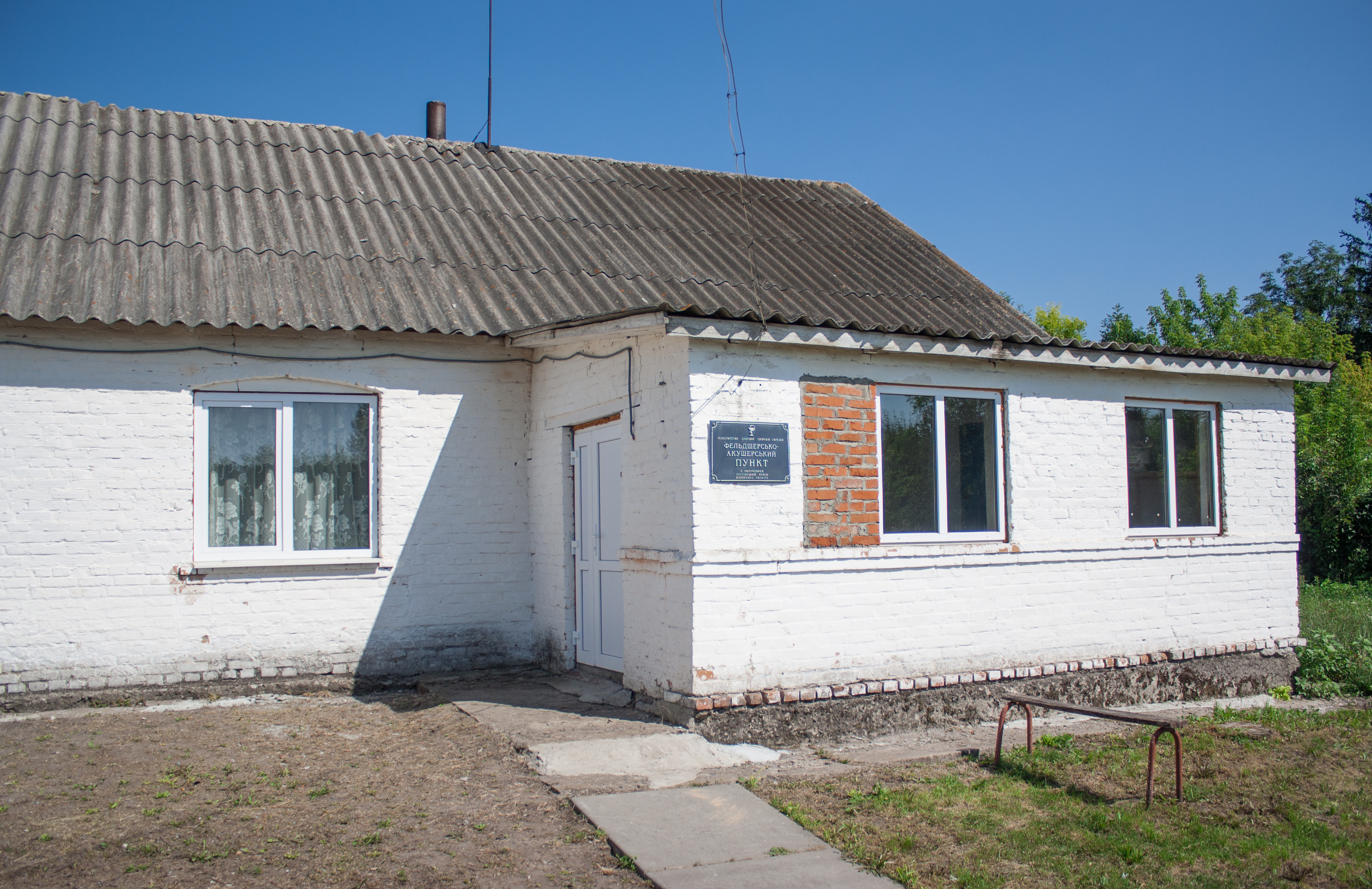
ФАП
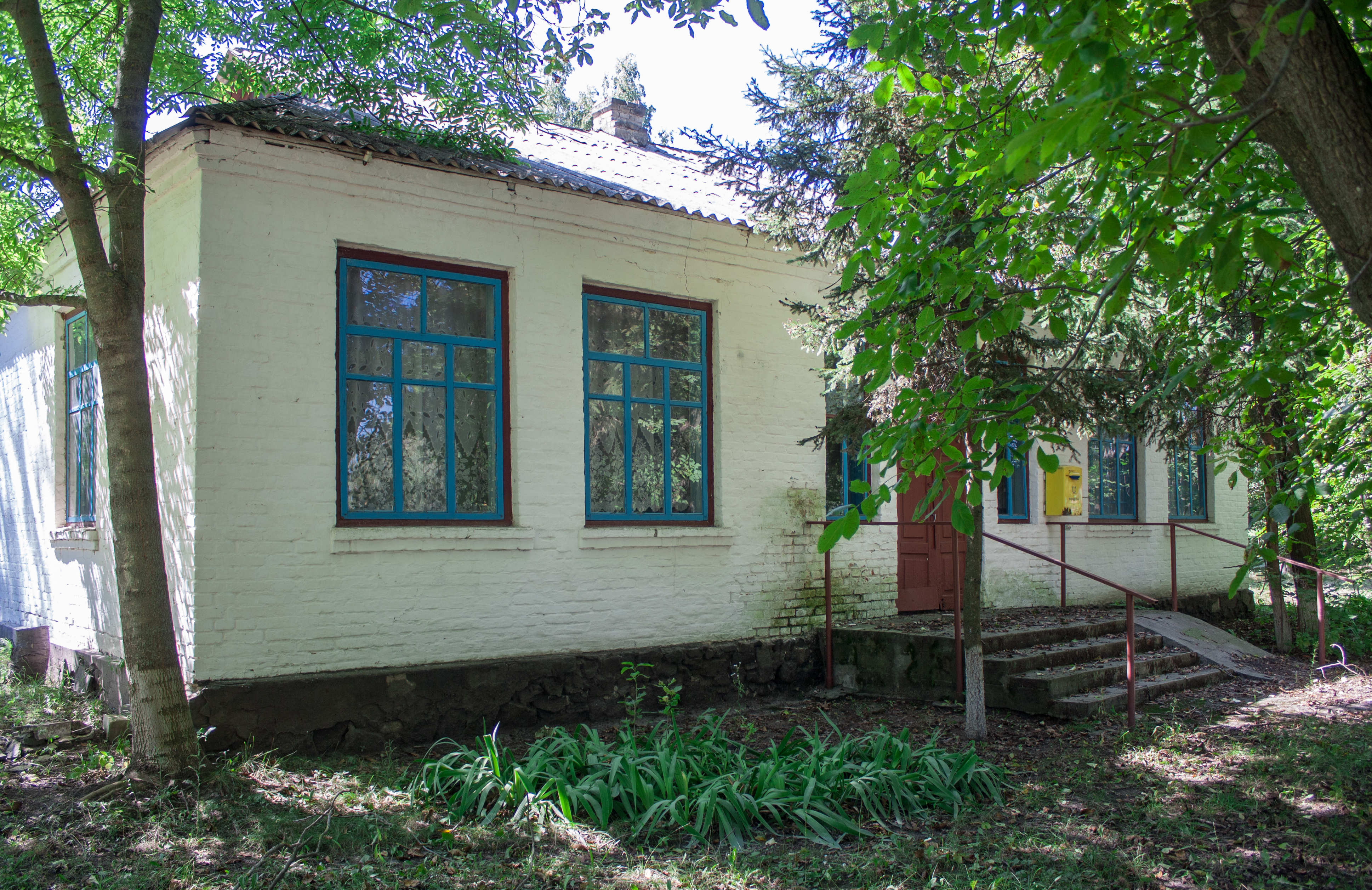
Пошта
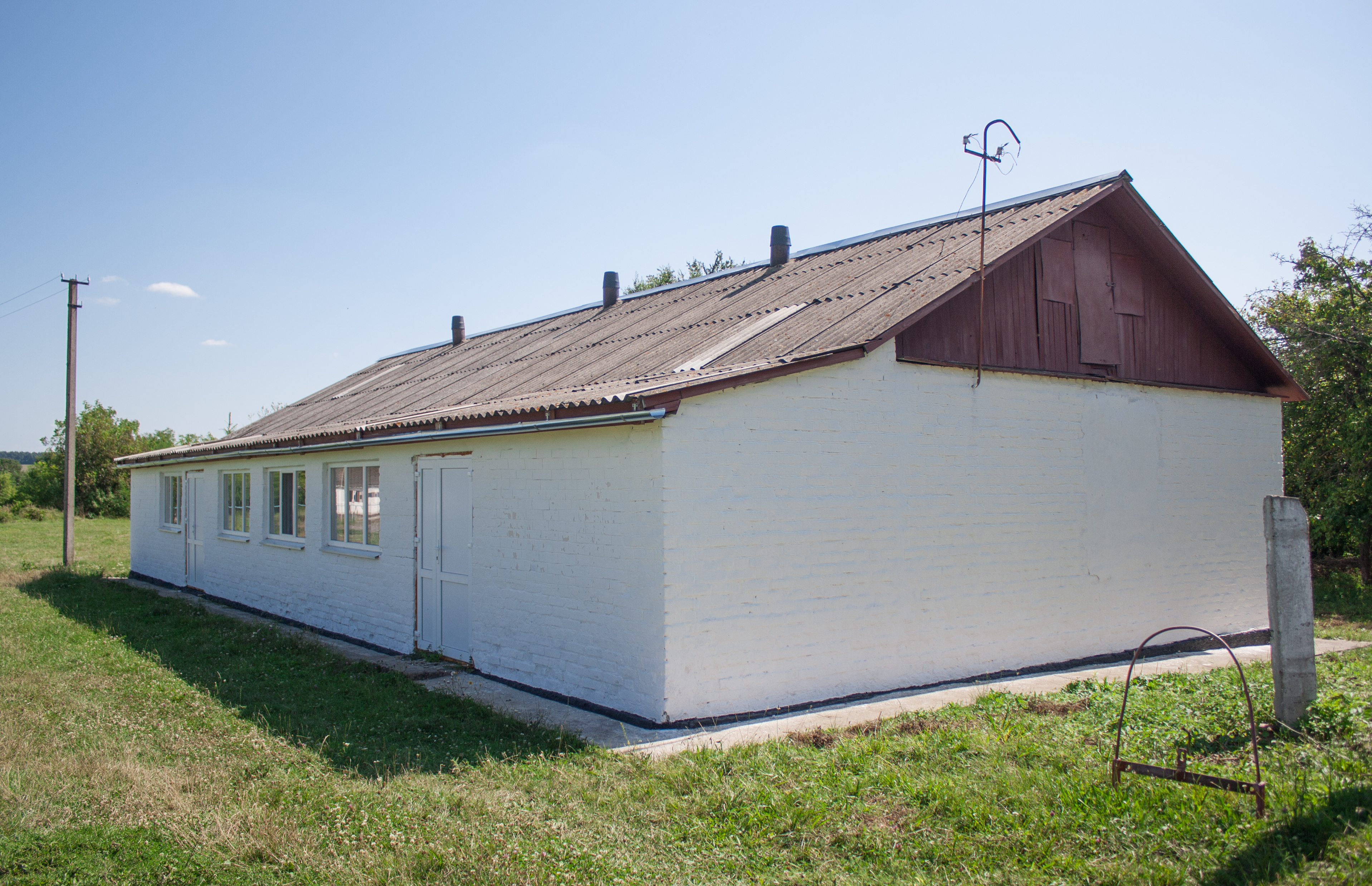
Будівля
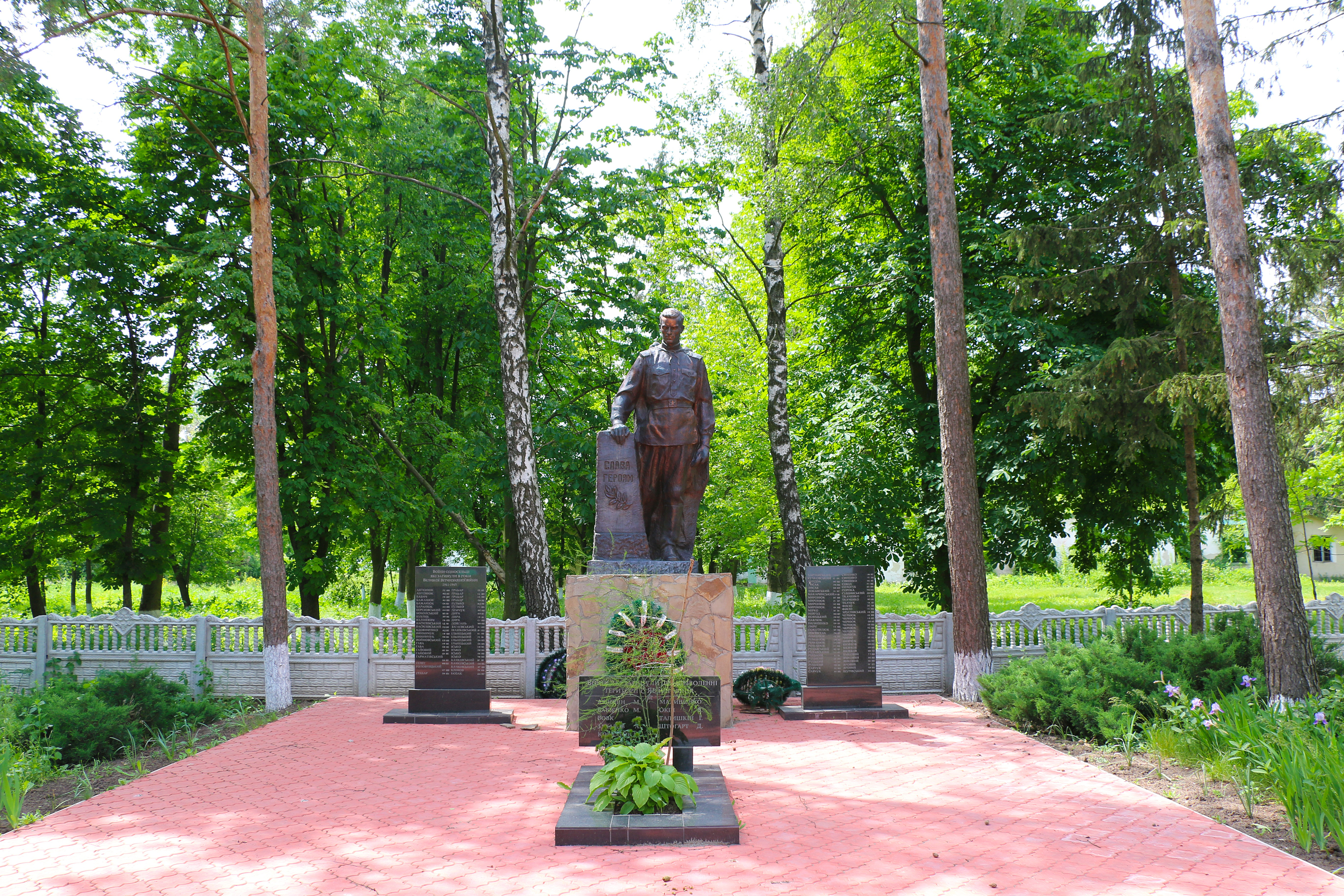
Братська могила радянських воїнів і пам'ятник воїнам–односельчанам